# 議定
議定（ぎじょう）は、明治時代初期に置かれた明治政府の官職。
王政復古（1868年1月3日（慶応3年12月9日））の際に総裁・議定・参与の三職が設置された。当初の議定には仁和寺宮純仁親王、山階宮晃親王、中山忠能（前大納言）、正親町三条実愛（前大納言）、中御門経之（中納言）、徳川慶勝（尾張大納言）、松平慶永（越前宰相）、浅野茂勲（安芸少将）、山内豊信（土佐前少将）、島津茂久（薩摩少将）の10名が任じられた。
なお、議奏等の廃止に伴う暫定的な職制で、議定の輩一人つづこれまで通り議奏の如く林和靖間に詰させたが、後に堂上に参与職林和靖間詰を命じて旧議奏商量の事務を管させた。
戊辰戦争が始まると1868年1月27日（慶応4年正月3日）に議定の仁和寺宮嘉彰親王に軍事総裁の兼任を命じ、翌日に征討大将軍に補して鳥羽・伏見の戦いにあたらせた。同年2月2日（同年正月9日）に副総裁を置いて議定の三条実美と岩倉具視をこれに任命して議定故の如しとした。また、内戦状態になっていることから海外各国の御処置急務として議定兼軍事総裁・征討大将軍の仁和寺宮嘉彰親王に外国事務総裁を兼帯させ、議定兼副総裁の三条実美に外国事務掛を兼勤させた。
1868年2月10日（慶応4年正月17日）に三職七科制を導入すると、議定は宮・公卿・諸侯と定め、議定は事務各課を分督して議事を定決するとした。議定は副総裁や事務各課の総督を兼ねたが、ただしこのときはまだ神祇事務総督の有栖川宮幟仁親王と白川資訓は議定ではなかった。
同年2月25日（同年2月3日）の三職八局の職制では新たに総裁局を置き従前の七科と合わせ八局として、議定職は宮・公卿・諸侯を之に任ずとし、議定は総裁局の副総裁や輔弼、各局の督・輔・権輔に充てた。ただし各局の輔・権輔には参与を以てこれに充てる場合もあった。
1868年6月11日（慶応4年閏4月21日）に政体書に基づく官制に移行して新たな議定を議政官上局に置き、議定は親王・諸王・公卿・諸侯を以て之に充てると定めて官等は第一等官とし、法律の制定、条約の締結、和戦の宣告、三等官以上の人事を司った。このとき、これまでの三職や林和靖間詰を廃止し、官制改定により議定は改任することになり前議定職副総裁の三条実美と岩倉具視は議定兼輔相に任ぜられて行政官の長である輔相（定員2名）を兼ねた。また前議定職より知官事や副知官事に転任した者もいた。1868年11月3日（明治元年9月19日）に議定は行政官に属するものとされたが、翌1869年5月23日（明治2年4月12日）に上局に戻されるなど複雑な変遷を遂げる。
1869年6月22日（明治2年5月13日）の政体改刪で議定と参与は行政官に属して輔相に亜ぐことになり、また同日より官吏公選を行い議定が改選される。その結果、輔相に三条実美が、定員4名の議定には岩倉具視・徳大寺実則・鍋島直正の3名が選出された。同年8月15日（同年7月8日）の職員令によって廃止され、新たな官制においては前輔相の三条実美が右大臣、前議定の岩倉具視、徳大寺実則が大納言となる。

## 議定就任者
皇族
- 仁和寺宮純仁親王、1868年1月3日（慶応3年12月9日）任議定[1][4]
  - 1868年6月11日（慶応4年閏4月21日）免議定職軍防事務督兼函館裁判所総督、任軍務官知事、仁和寺兵部卿宮[28]
- 山階宮晃親王、1868年1月3日（慶応3年12月9日）任議定[1][4]
  - 慶応4年5月免議定職外国事務局督[33]
- 聖護院宮嘉言親王、1868年2月2日（慶応4年1月9日）任議定[34][35]
  - 1868年7月9日（慶応4年5月20日）免議定職[36]
- 華頂宮博経親王、1868年2月5日（慶応4年1月12日）任議定[37]
  - 慶応4年5月免議定職[38]
- 有栖川宮幟仁親王、1868年2月25日（慶応4年2月3日）任議定、有栖川中務卿宮[24][25]
  - 1868年7月9日（慶応4年5月20日）免議定職[39]

公家
- 中山忠能、1868年1月3日（慶応3年12月9日）任議定、中山前大納言[1][4]
  - 1868年6月11日（慶応4年閏4月21日）任議定、中山前大納言、中山一位[28][40]
  - 1869年6月24日（明治2年5月15日）免議定[41]
- 正親町三条実愛、1868年1月3日（慶応3年12月9日）任議定、正親町三条前大納言[1][4]
  - 1868年6月11日（慶応4年閏4月21日）任議定、正親町三条前大納言[28]
  - 1869年6月24日（明治2年5月15日）免議定[41]
- 中御門経之、1868年1月3日（慶応3年12月9日）任議定、中御門中納言[1][4]
  - 1868年6月11日（慶応4年閏4月21日）任議定、中御門中納言[28]
  - 1869年6月24日（明治2年5月15日）免議定[41]
- 長谷信篤、1868年1月14日（慶応3年12月20日）参与より転任議定、長谷三位[42]
  - 1868年6月11日（慶応4年閏4月21日）廃議定職[26]
- 三条実美、1868年1月21日（慶応3年12月27日）任議定、三条前中納言[43]、三条大納言[24][25]
  - 1868年6月11日（慶応4年閏4月21日）免議定職副総裁、任議定兼輔相、三条大納言、三条右大臣[28]
  - 1869年6月22日（明治2年5月13日）転任輔相[41][5]
- 岩倉具視、1868年1月21日（慶応3年12月27日）参与より転任議定、岩倉前中将[44]、岩倉右兵衛督[24][25]
  - 1868年6月11日（慶応4年閏4月21日）免議定職副総裁、任議定兼輔相、岩倉右兵衛督[28][45]
  - 1869年6月24日（明治2年5月15日）転任議定（行政官）[41][5]
  - 1869年8月15日（明治2年7月8日）廃官[5]
- 徳大寺実則、1868年2月2日（慶応4年1月9日）参与より転任議定、徳大寺中納言[35]、徳大寺大納言[24][25]
  - 1868年6月11日（慶応4年閏4月21日）免議定職内国事務督、任議定、徳大寺大納言[28]
  - 1869年6月24日（明治2年5月15日）転任議定（行政官）[41][5]
  - 1869年8月15日（明治2年7月8日）廃官[5]
- 近衛忠房、1868年2月25日（慶応4年2月3日）任議定、近衛新前左大臣[24][25]
  - 1868年6月11日（慶応4年閏4月21日）廃議定職[26]
- 鷹司輔煕、1868年2月25日（慶応4年2月3日）任議定、鷹司前右大臣[24][25]
  - 1868年6月11日（慶応4年閏4月21日）免議定職制度事務督、任神祇官知事、鷹司前右大臣[28]
  - 1868年10月27日（慶応4年9月12日）免神祇官知事、任議定、鷹司前右大臣[46]
  - 1869年6月24日（明治2年5月15日）免議定[41]
- 白川資訓、1868年2月25日（慶応4年2月3日）任議定、白川三位[24][25]
  - 1868年6月11日（慶応4年閏4月21日）廃議定職[26]
- 万里小路博房、1868年3月12日（慶応4年2月19日）参与より転任議定[47]
  - 1868年6月11日（慶応4年閏4月21日）免議定職兼京都裁判所総督、任会計官知事、万里小路中納言[28][48]
- 東久世通禧、1868年5月6日（慶応4年4月14日）参与より転任議定[49]
  - 1868年8月5日（慶応4年6月17日）免議定、東久世中将[50]
  - 1868年10月28日（慶応4年9月13日）命議定心得（当分）、東久世中将[51]
  - 1868年11月2日（慶応4年9月18日）免外国官副知事、任議定、東久世中将[52]
  - 1869年6月24日（明治2年5月15日）免議定[41]
- 大原重徳、1869年6月11日（明治2年5月2日）任議定[41]
  - 1869年6月24日（明治2年5月15日）免議定[41]

大名
- 徳川慶勝、1868年1月3日（慶応3年12月9日）任議定、尾張大納言[1][4]
  - 1868年6月11日（慶応4年閏4月21日）廃議定職[26]
  - 1869年4月14日（明治2年3月3日）任議定[41]
  - 1869年6月24日（明治2年5月15日）免議定[41]
- 松平慶永、1868年1月3日（慶応3年12月9日）任議定、越前宰相[1][4]、越前大蔵大輔[22]
  - 1868年6月11日（慶応4年閏4月21日）任議定、越前宰相[28]
  - 1869年6月24日（明治2年5月15日）免議定[41]
- 浅野長勲、1868年1月3日（慶応3年12月9日）任議定、安芸少将[1][4]、安芸新少将[24][25]
  - 1868年6月11日（慶応4年閏4月21日）廃議定職[26]
  - 1869年4月17日（明治2年3月6日）参与より転任議定[41]
  - 1869年6月24日（明治2年5月15日）免議定[41]
- 山内豊信、1868年1月3日（慶応3年12月9日）任議定、土佐前少将[1][4]
  - 1868年6月11日（慶応4年閏4月21日）廃議定職[26]
  - 1868年6月13日（慶応4年閏4月23日）任議定、土佐中納言[28][53]
  - 1868年7月4日（慶応4年5月15日）免議定[53]
  - 1868年7月22日（慶応4年6月3日）任議定、土佐前少将[54][53]
  - 1869年6月24日（明治2年5月15日）免議定[41]
- 島津茂久、1868年1月3日（慶応3年12月9日）任議定、薩摩少将[1][4]
  - 1868年6月11日（慶応4年閏4月21日）任議定[53]
  - 1868年7月9日（慶応4年5月20日）免議定[53]
  - 1868年7月9日（慶応4年5月20日）命議定職心得（当分の処）、島津修理大夫[55]
  - 1869年6月24日（明治2年5月15日）廃議定出仕[41]
- 伊達宗城、1868年1月22日（慶応3年12月28日）任議定、宇和島少将[56]
  - 1868年6月11日（慶応4年閏4月21日）免議定職外国事務局輔、任外国官知事、伊達伊代守[28]
  - 1868年7月23日（慶応4年6月4日）命議定職心得（関東御用済むまで）、宇和島宰相[57][55]
  - 1868年11月3日（明治元年10月19日）任議定兼外国官知事、伊達宰相[58]
  - 1869年6月24日（明治2年5月15日）免議定[41]
- 細川護久、1868年2月5日（慶応4年1月12日）任議定　細川右京大夫[37]
  - 1868年6月11日（慶応4年閏4月21日）廃議定職[26]
- 鍋島直大、1868年2月25日（慶応4年2月3日）任議定、肥前侍従[24][25]
  - 1868年6月11日（慶応4年閏4月21日）廃議定職[26]
- 亀井茲監、1868年2月25日（慶応4年2月3日）任議定、津和野侍従[24][25]
  - 1868年6月11日（慶応4年閏4月21日）免議定職神祇事務局輔、任神祇官副知事、亀井隠岐守[28]
- 鍋島直正、1868年3月24日（慶応4年3月1日）任議定　鍋島斉正（肥前前中将）[59]
  - 1868年6月11日（慶応4年閏4月21日）任議定、肥前前中将[28]
  - 1869年6月24日（明治2年5月15日）転任議定（行政官）[41][5]
  - 1869年8月10日（明治2年7月3日）免議定（行政官）[5]
- 蜂須賀茂韶、1868年3月28日（慶応4年3月5日）任議定、阿波少将、阿波中納言[60]
  - 1868年6月11日（慶応4年閏4月21日）任議定、阿波少将、阿波中納言[28]
  - 1869年6月24日（明治2年5月15日）免議定[41]
- 毛利広封、1868年4月1日（慶応4年3月9日）任議定　長門少将[61]
  - 1868年6月11日（慶応4年閏4月21日）廃議定職[26]
- 池田章政、1868年5月26日（慶応4年閏4月5日）任議定　池田備前守[62]
  - 1868年6月11日（慶応4年閏4月21日）廃議定職[26]
  - 1868年9月25日（慶応4年8月10日）命議定職心得（明治元年10月19日まで）[55][63][64]
  - 1868年12月12日（明治元年10月29日）命議定職心得（東京在勤中）[55]
  - 1869年1月21日（明治元年12月9日）命議定心得、池田侍従、備前侍従[65]
  - 1869年5月19日（明治2年4月8日）議定出仕より転任[41]
- 池田慶徳、1869年3月15日（明治2年2月3日）任議定、池田中将、池田中納言[66]
  - 1869年6月24日（明治2年5月15日）免議定[41]

議定心得
- 長岡護美、1868年7月6日（慶応4年5月17日）命議定職心得（明治元年10月19日まで）、軍務官副知事長岡左京亮[67]、長岡侍従[55][68][69]
  - 1868年12月12日（明治元年10月29日）命議定職心得（東京在勤中）[55]
- 久我通久、1868年9月9日（慶応4年7月23日）命議定職心得（東北遊撃軍出張中）[55][70]

議定の待遇を享けるもの
- 毛利広封、1868年11月3日（明治元年9月19日）参内の際に議定職候処に出仕させる、毛利少将[71]
- 池田慶徳、1868年12月31日（明治元年11月18日）参朝のとき議定候所に参入させる、池田中将[72]
  - 1869年2月2日（明治元年12月21日）東幸の際に議定一列で列拝、池田中将[73]
- 毛利敬親、1869年2月2日（明治元年12月21日）東幸の際に議定一列で列拝、毛利中将[73]